# Stadion an der Gellertstraße
Lo Stadion an der Gellertstraße è uno stadio calcistico sito nella città tedesca di Chemnitz, in Sassonia. L'impianto, situato a nord-est del centro cittadino, nel quartiere di Sonnenberg, ospita le gare casalinghe del Chemnitzer FC.

## Storia

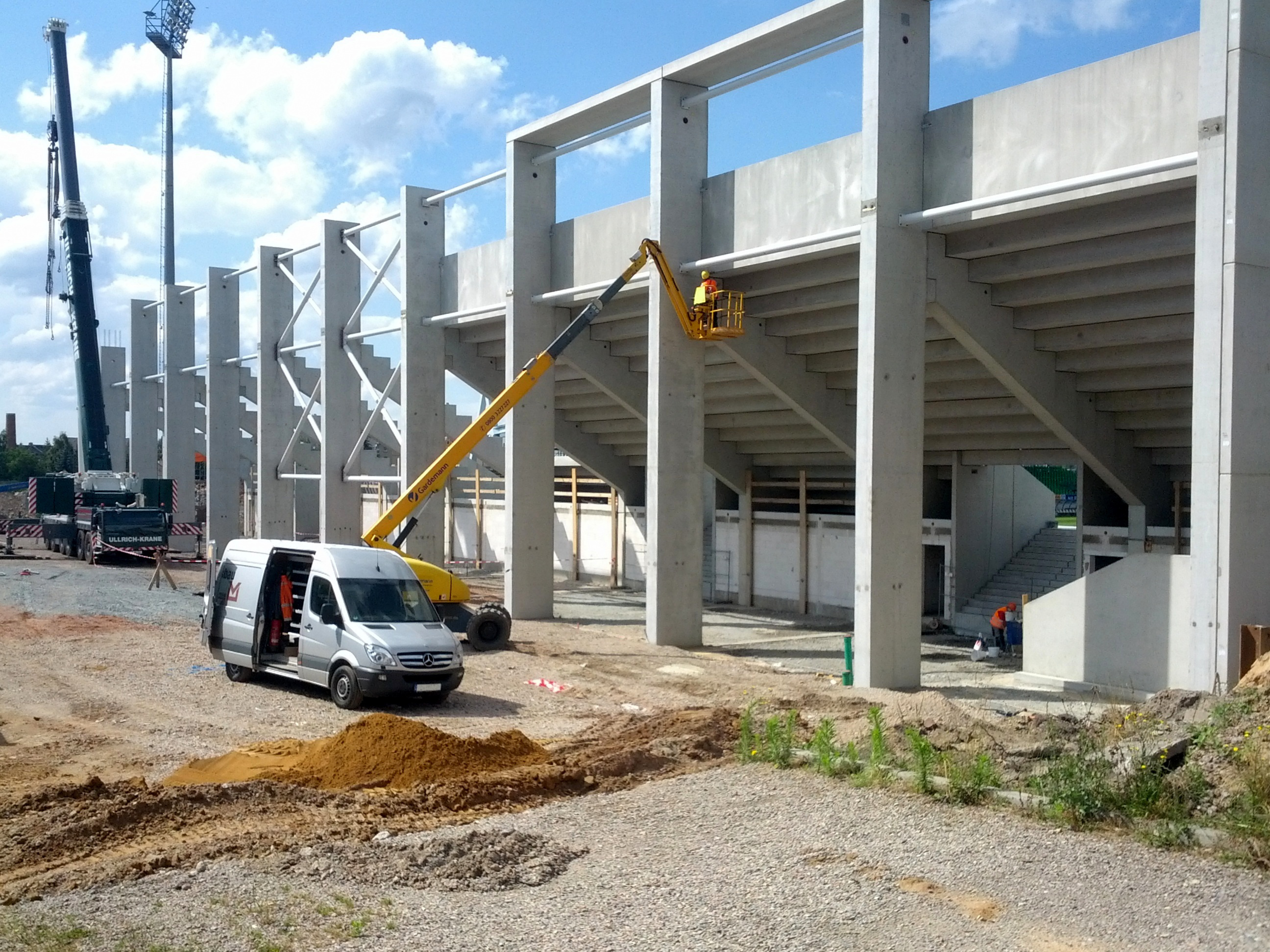
La tribuna sud in fase di ricostruzione (2014)

Sul sito ove sorge l'impianto esisteva in precedenza un maneggio. La costruzione dello stadio iniziò il 31 luglio 1933 e si concluse in meno di un anno: fu inaugurato il 13 maggio 1934 con una partita amichevole tra Chemnitzer PSV e Greuther Fürth, terminata 5-1, davanti a circa 25 000 spettatori. Il PSV si servì dello stadio come terreno casalingo fino alla fine della seconda guerra mondiale, dopodiché l'impianto divenne il campo del SG Chemnitz Nord, poi ribattezzato FC Karl-Marx-Stadt. Il 13 luglio 1950 l'impianto assunse il nome di Dr.-Kurt-Fischer-Stadion, in onore del defunto ministro dell'Interno della DDR Kurt Fischer.
Il 5 novembre 1966 venne stabilito il record assoluto di affluenza di pubblico, allorché 28 000 spettatori affollarono lo stadio per seguire la partita FC Karl-Marx-Stadt-ASK Vorwärts Francoforte (terminata 3-2), valida per il campionato di DDR-Oberliga.
Dalla metà degli anni 1960 il Karl-Marx-Stadt scelse spesso di giocare le proprie partite interne nel più capiente Ernst-Thälmann-Stadion (poi ribattezzato Sportforum Chemnitz). Nel 1989 venne posta in opera una copertura sopra la tribuna principale. Dopo la riunificazione tedesca lo stadio cambiò denominazione in Stadion an der Gellertstraße, dal nome della strada in cui l'impianto sorge.
Negli anni 1990 il Chemnitzer FC (erede del Karl-Marx-Stadt dopo la caduta della Repubblica Democratica Tedesca), che nel frattempo era riuscito ad accedere alla 2. Fußball-Bundesliga, continuò per qualche tempo a giocare le gare interne allo Sportforum, per poi rientrare in pianta stabile al Gellertstraße il 13 agosto 1999, non appena furono conclusi i lavori di ristrutturazione avviati l'anno precedente. La partita inaugurale dell'impianto rinnovato (valida per il campionato di 2. Bundesliga) vide il Chemnitzer opposto al Borussia Mönchengladbach: il risultato fu di 2-0, davanti a 12 500 spettatori. Il 22 novembre 1999, in occasione della partita contro il Colonia, entrò in funzione un nuovo impianto di illuminazione. Nel 2009 il terreno di gioco fu dotato di un impianto di riscaldamento e di un nuovo sistema d'irrigazione.
Il 5 ottobre 2011 il consiglio comunale di Chemnitz si espresse a favore della ricostruzione dell'impianto. A seguito delle obiezioni sollevate dal consigliere del Partito Pirata e da tre altri esponenti dell'assemblea, la decisione dovette essere sottoposta ad una seconda votazione, risoltasi anch'essa con un parere favorevole, il 7 novembre seguente. I costi dei lavori furono stimati tra 23 e 25 milioni di euro.
Il 15 gennaio 2014 venne giocata l'ultima partita prima dell'inizio dei lavori: davanti a 4805 spettatori, Chemnitzer FC e Kaiserslautern pareggiarono per 0-0. Dopo il fischio finale si tennero dei festeggiamenti con fuochi d'artificio e, alle ore 20:20, vennero simbolicamente spenti i riflettori dell'impianto. Otto giorni dopo partirono ufficialmente i lavori di riedificazione degli spalti, che vengono eseguiti gradualmente (in modo da lasciare perlomeno 10 000 posti sempre agibili), per consentire al Chemnitzer di non dover traslocare in un altro impianto. Al termine, il nuovo Gellertstraße potrà ospitare 15 000 spettatori, di cui 9000 in posti dotati di seggiolini e 6000 sulle gradinate
.

## Struttura
Lo stadio può accogliere 18 700 spettatori. La tribuna principale (unico spalto dell'impianto ad essere parzialmente coperto) dispone di due settori (A e C) di 540 posti dotati di seggiolini e di uno (B) a gradinata capace di 1630 spettatori. I restanti settori delle tribune (numerati da 1 a 7) sono allestiti a gradinata e privi di copertura: il settore 2 è riservato ai tifosi ospiti. Gli spalti sono molto ravvicinati al campo, data l'assenza di una pista d'atletica. Il terreno di gioco è in erba naturale ed è dotato di impianto di irrigazione e di riscaldamento per i mesi invernali. L'illuminazione notturna è assicurata da quattro torri faro poste agli angoli del campo.